# Ȯ
Ȯ, ȯ (О с точкой сверху) — буква расширенной латиницы. Используется в ливском языке для передачи неогублённого гласного заднего ряда средне-верхнего подъёма [ɤ], в то время как долгий звук [ɤː] обозначается буквой Ȱ.

## Использование

### Ливский язык
В ливском языке обозначает короткий звук [ɤ].

### Шайенский язык
в шайенском языке эта буква обозначает восходяще-высокий тон звука о. Иногда для этого тона может использоваться буква Ô.

### РоманизацияISO 9
Буква используется в романизации ISO 9 и обозначает закрытый звук [o]